# 大場弥平
大場 弥平（彌平、おおば やへい、1883年（明治16年）12月15日 - 1966年（昭和41年）5月10日）は、日本の陸軍軍人。最終階級は陸軍少将。

## 経歴
宮城県出身。大場喜七の二男として生まれる。仙台陸軍地方幼年学校、陸軍中央幼年学校を経て、1903年（明治36年）11月、陸軍士官学校（15期）を卒業。1904年（明治37年）3月、歩兵少尉に任官し歩兵第27連隊付となる。1914年（大正3年）11月、陸軍大学校（26期）を卒業し歩兵第27連隊中隊長に就任した。
陸士教官を経て、1919年（大正8年）10月から1920年（大正9年）1月まで浦塩派遣軍参謀としてシベリア出兵に参加した。以後、歩兵第8連隊大隊長、第3師団参謀を務め、1922年（大正11年）8月、歩兵中佐に昇進。1923年（大正12年）8月、航空第4大隊長に就任し、1925年（大正14年）5月、兵科を航空兵に転科し航空兵中佐となり陸軍航空本部員に転じた。1926年（大正15年）3月、航空兵大佐に進み航空本部第2課長に就任。その後、所沢陸軍飛行学校教育部長、明野陸軍飛行学校教育部長を歴任し、1931年（昭和6年）8月1日、陸軍少将に昇進と同時に待命となり、同月29日、予備役に編入された。
その後、毎日新聞社社友（軍事評論家）、陸軍省嘱託を務めた。
1947年（昭和22年）11月28日、公職追放仮指定を受けた。

## 栄典
位階
- 1904年（明治37年）5月17日 - 正八位[6]
- 1905年（明治38年）8月18日 - 従七位[7]
- 1910年（明治43年）9月30日 - 正七位[8]
- 1915年（大正4年）10月30日 - 従六位[9]
- 1920年（大正9年）11月30日 - 正六位[10]

勲章
- 1940年（昭和15年）8月15日 - 紀元二千六百年祝典記念章[11]

## 著作
- 『空中戦』〈軍事科学講座 第6篇〉文芸春秋社、1932年。
- 『狩猟』文芸春秋社、1932年。
- 『空軍』改造社、1933年。
- 『猟犬の種類と芸能』丸ノ内出版社、1933年。
- 『われ等の空軍』大日本雄弁講談社 、1937年。
- 『防空読本』偕成社、1937年。
- 『名将兵談』実業之日本社、1938年。
- 『ポケツト兵法』中央公論社、1939年。
- 『秋風五丈原』中央公論社、1939年。
- 『殲滅戦』育生社、1939年。
- 『成吉思汗全伝』大場弥平、1940年。
- 『作戦要務令戦闘原則図解』成武堂、1943年。
- 『第二次大戦前史』弘学社、1944年。
- 『孫子兵術の戦史的研究』九段社、1959年。
- 『城攻め : その戦略戦術』人物往来社、1965年。

共著
- 上田修一郎との共著『ナポレオン戦略』〈国防双書 第2篇〉甲陽書房、1966年。

講
- 公田連太郎訳『兵法全集』全7巻、中央公論社、1935-36年。

## 親族
- 弟 大場四平（陸軍中将）[1]